# Ночь перед Рождеством
«Ночь перед Рождеством» – п'ятий альбом російського рок-гурту «Сектор Газа», який був випущений в січні 1991 року. Найпопулярнішини піснями цього альбому можна назвати гумористичну пісню «Ява» і баладу «Ночь перед Рождеством».

## Список композицій
1. "Привет, ребята, добрый день!"
2. "Ява"
3. "Шары"
4. "Давай-давай"
5. "Белая горячка"
6. "Голубь"
7. "Презерватив"
8. "Презерватив (часть 2-я)"
9. "Щи"
10. "Здравствуйте, детишки"
11. "Снегурочка"
12. "Илья Муромец"
13. "Кума"
14. "Ночь перед Рождеством"

## Музиканти

### Студійний склад гурту
- Юрій Клинських – вокал, гітара
- Ігор Кущьов – лідер-гітара
- Олексій Ушаков – клавішні, програмування драм-машини Alesis HR-16
- Андрій Дєльцов – звукорежисер

### Концертний склад гурту
- Юрій Клинських – вокал
- Ігор Кущьов – лідер-гітара
- Семен Тітієвський – бас-гітара
- Олександр Якушев – барабани
- Олексій Ушаков – клавішні

## Інформація
- Дата выпуска: Січень 1991 року
- Студія: «Мир» (м. Москва)
- Музика, слова: Юрій Клинських
- Аранжування: Сектор газа
- Звукорежисери: Андрій Дєльцов, Василь Чорних